# A volte ritorno
A volte ritorno è il secondo album del rapper italiano Lou X, pubblicato nel 1995 dalla BMG.

## Il disco
Si tratta del primo album dell'artista abruzzese con una major discografica, ma la scelta di affiliarsi ad una major viene giustificata soprattutto dalla mancanza, per Lou X, di una organizzazione solida alle spalle come può essere il Forte Prenestino per gli Assalti Frontali.
Composto da 12 tracce, l'album rimane sull'orma del primo lavoro per quanto riguarda i testi, creando efficaci scenari di illegalità quotidiana, pur denotando venature di Trip hop rimane un disco scuro ed a tratti inquietante, precursore di quella che sarà la scena romana. Collaborano al disco due rapper componenti del progetto Costa Nostra con Lou X: C.U.B.A. Cabbal in il gioco del silenzio, ed Eko in Non ci sta problema.
La grafica del disco venne realizzata dal grafico Carlo Sciarra, creatore del noto granchio di Costa Nostra e amico del rapper.
Dal disco vennero estratti e pubblicati i CD singoli La ragione e l'odio e La raje; il vinile con le basi strumentali e fu realizzato il videoclip (l'unico nella carriera di Lou X) de La raje.
Nel marzo 2019 il disco è stato ristampato in CD e Vinile sotto Sony Music. Nella prima settimana di commercializzazione della ristampa le vendite del vinile raggiungono la 4 posizione della classifica stilata dal FIMI.

## Tracce
1. Come l'occasione
2. La ragione e l'odio
3. Non ci sta problema (feat. Eko)
4. Mo' vi do una paga
5. La raje
6. Prima del silenzio
7. Il gioco del silenzio (feat. C.U.B.A. Cabbal)
8. Cinque minuti di paura (feat. C.U.B.A. Cabbal)
9. Muvet' a' ggi'
10. Dove sono i bastardi?
11. Una cantina piena di cafoni
12. La fine